# Thierry de Chartres
Thierry de Chartres est un philosophe platonicien du XIIe siècle, mort avant 1155, probablement 1150. Il est également appelé Thierry le Breton et Théodoric de Chartres. 
Théologien, et philosophe, il est, avec Bernard de Chartres, dont on croit qu'il est peut-être le frère, un des grands noms de la célèbre École de Chartres. 
Il rédige  In Hexaemeron sur les six jours de la création biblique, ainsi que Heptateuque, le traité des sept arts libéraux. Son œuvre s'attache à syncrétiser le Timée de Platon avec le récit de la Genèse. 
On trouve aussi chez Thierry de Chartres une réflexion mathématique sur la trinité, à partir des idées pythagoriciennes sur l'Un et sur les nombres (Commentaire sur le 'De Trinitate' de Boèce).

### Ouvrages
non traduits du latin
- Commentaire sur le 'De Trinitate' de Boèce, in N. Häring (éd.), The Commentaries on Boethius by Thierry of Chartres and His School, Toronto, Pontifical Institute, 1971.
- Commentaire sur le Traité de l'invention rhétorique [de Cicéron] (De inventione rhetorica)
- Commentaire sur la rhétorique à Herennius [de Cicéron] (In Rhetoricam ad Herennium)
- Heptateucon
- Traité sur l'œuvre des six jours (De sex dierum operibus)

### Études
- Benoît Patar, Dictionnaire des philosophes médiévaux, Longueuil (Québec), 2006, s. v. Thierry de Chartres, p. 419-421 avec bibliogr.  (ISBN 978-2-7621-2741-6) (partiellement en ligne).
- C. Connochie-Bourgne, "L'œuvre des six jours selon Thierry de Chartres", in D. James-Raoul et O. Soutet (dir.), Par les mots et les textes. Mélanges offerts à Claude Thomasset, Presses de l'Université de Paris-Sorbonne, 2005, p. 177-190.
- Max Lejbowicz, Le premier témoin scolaire des Éléments arabo-latins d'Euclide : Thierry de Chartres et l'Heptateuchon, dans Revue d'histoire des sciences, 56-2, Paris, 2003, p. 347-368 (en ligne).
- Étienne Gilson, La Philosophie au Moyen Âge, Payot, 1976, p. 268-272.
- Abbé Édouard Jeauneau, « Note sur l'École de Chartres », Mémoires des Sociétés archéologiques d'Eure-et-Loir, vol. XXIII,‎ 1964-1968, p. 1-45 (lire en ligne) ;